# Tetrastichus baccharidis
Tetrastichus baccharidis är en stekelart som beskrevs av Jean-Jacques Kieffer 1910. Tetrastichus baccharidis ingår i släktet Tetrastichus och familjen finglanssteklar. Inga underarter finns listade i Catalogue of Life.